# Warroid
Warroid (Japans: ウォーロイド) is een videospel uit 1986 dat werd ontwikkeld en uitgegeven door Gremlin Graphics Software. Het doel van het spel is met robots tegen elkaar te vechten. Afhankelijk van het level kan men op verschillende objecten springen. Het spel kan met twee spelers gespeeld worden.

## Platforms
| Jaar | Platform                                    |
| ---- | ------------------------------------------- |
| 1986 | Amstrad CPC, Commodore 64, MSX, ZX Spectrum |
| 2011 | iPad, iPhone                                |

## Ontvangst
| Beoordeeld door                       | Jaar | Platform     | Score |
| ------------------------------------- | ---- | ------------ | ----- |
| Sinclair User                         | 1986 | ZX Spectrum  | 100%  |
| ASM (Aktueller Software Markt)        | 1986 | Amstrad CPC  | 95%   |
| Crash!                                | 1986 | ZX Spectrum  | 93%   |
| CPC Game Reviews                      | 2004 | Amstrad CPC  | 90%   |
| Your Sinclair                         | 1986 | ZX Spectrum  | 90%   |
| Your Sinclair                         | 1989 | ZX Spectrum  | 82%   |
| Computer Gamer                        | 1986 | ZX Spectrum  | 75%   |
| Happy Computer                        | 1986 | Amstrad CPC  | 74%   |
| Computer Gamer                        | 1986 | Commodore 64 | 70%   |
| ACE (Advanced Computer Entertainment) | 1989 | Commodore 64 | 60%   |